# Wettolsheim

Wettolsheim este o comună în departamentul Haut-Rhin din estul Franței. În 2009 avea o populație de 1.693 de locuitori.

## Evoluția populației
| An        | 1975  | 1982  | 1990  | 1999  | 2006  | 2009  |
| --------- | ----- | ----- | ----- | ----- | ----- | ----- |
| Populație | 1.558 | 1.554 | 1.616 | 1.692 | 1.705 | 1.693 |